# Heinrich Gassner

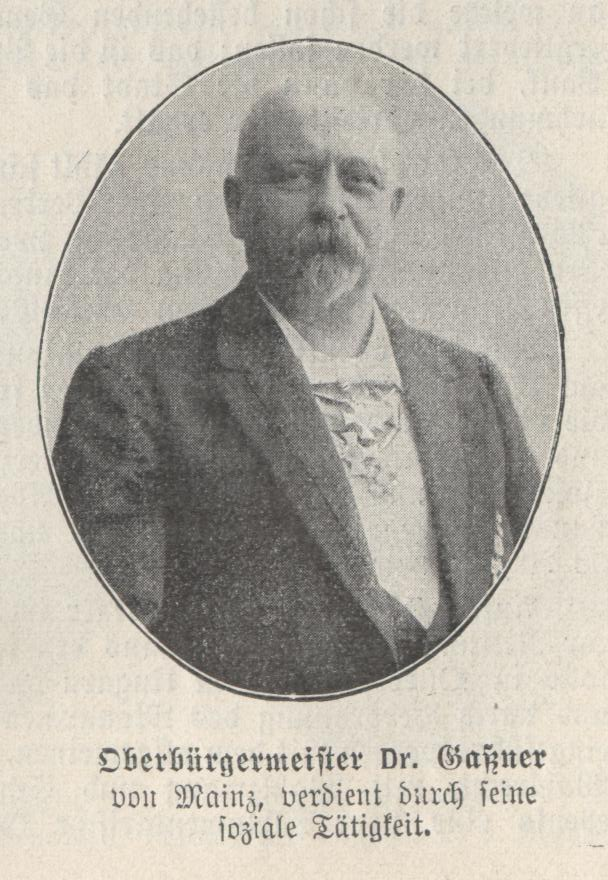
Oberbürgermeister Heinrich Gassner

Grab von Heinrich Gassner auf dem Hauptfriedhof Mainz

Die Mainzer Gaßneralle ist nach Heinrich Gassner benannt

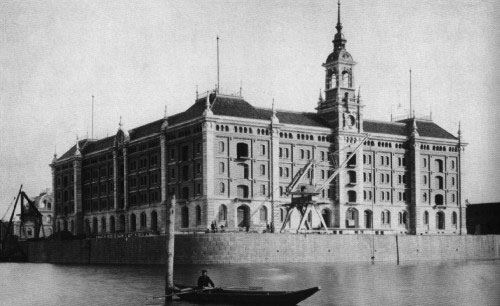
Fotografie des alten Speichergebäudes im Mainzer Zollhafen von 1890.

Dr. Heinrich Gassner (* 8. Juni 1847 in Mainz; † 9. September 1905 ebenda) war vom 24. Februar 1894 bis zu seinem Tod Bürgermeister von Mainz, ab dem 15. Juni 1894 auch Oberbürgermeister.

## Leben
Gassner wurde als Sohn des Notars Heinrich Gassner und der Sängerin Anna Maria Seeland geboren. 1874 heiratete er Therese Reuleaux (* 1852 † 1932). Therese stammte aus einer bekannten Fabrikantenfamilie, sie war die Nichte von Franz Reuleaux. Sie war die Tochter von Ludwig Reuleaux.
Heinrich Gassner besuchte das Gymnasium im Kronberger Hof. Nach der Reifeprüfung studierte er Jura in Gießen und Heidelberg, wo er auch promovierte. Er war seit dem 18. Juni 1879 Staatsanwalt in Mainz. Am 23. September 1885 wurde er der erste besoldete Beigeordnete und damit auch Vertreter des Bürgermeisters. Nach dem altersbedingten Rücktritt Dr. Oechsners im Jahre 1894 wurde Gassner zum Bürgermeister gewählt. Schon zu diesem Zeitpunkt war Gassner bei der Mainzer Bevölkerung so beliebt, dass zu seiner Bürgermeisterwahl ein Fackelzug in den beflaggten Straßen von Mainz veranstaltet wurde.
Gassner strukturierte die Stadtverwaltung neu. Er berief hauptamtliche Beigeordnete und bildete Fachressorts. So wurden z. B. das Stadtbauamt in vier Fachämter: Hochbau, Tiefbau, Maschinenwesen und Baupolizei aufgegliedert. In seiner Amtszeit wurden wichtige Schritte zur Verbesserung der Wohnsituation der unteren Schichten eingeleitet. Ebenso kämpfte er für die Stadterweiterung in westlicher Richtung. Auch das Schulwesen wurde durch den Bau von sechs Volksschulen erheblich erweitert. Hierdurch wurde dem Bevölkerungswachstum Rechnung getragen. 
Ebenso begann er mit Verhandlungen zur Eingemeindung umliegender Ortschaften. Dr. Heinrich Gassner starb am 9. September 1905 an einem schweren Herzleiden. Er ist auf dem Mainzer Hauptfriedhof beerdigt. Seit 1906 ist die Gaßnerallee in Mainz-Neustadt nach ihm benannt.

## Ehrungen
Gassner war Komtur II. Klasse mit Krone des Großherzoglich Hessischen Philipps-Orden, Ritter II. Klasse des Königlich Preußischen Roten Adlerordens, Ritter II. Klasse des Königlich Preußischen Kronenordens, Ritter II. Klasse des Kaiserlich Russischen St. Stanislausordens, Inhaber des Grossherzoglichen Hessischen Militär-Sanitätskreuzes und Träger weiterer Auszeichnungen.

## Kulturschaffender
Bereits während seiner Tätigkeit für die Staatsanwaltschaft schrieb Heinrich Gassner regelmäßig Theaterkritiken für das Mainzer Tagblatt. Durch einen Vertrag zwischen Stadtverwaltung und Theaterleitung sorgte er dafür, dass den Theaterkritikern ausgewählte Plätze zur Verfügung gestellt wurden. Seiner schriftstellerischen Neigung ging er mit der Verfassung eines Werkes Zur Geschichte der Festung Mainz nach. Gassner war über mehrere Jahre Präsident der Mainzer Liedertafel und beteiligte sich auch als aktiver Bariton-Sänger in diesem Verein.

## Ereignisse während seiner Amtszeit
- 1894, Bonifatiuskirche, Bau eines fünfgeschossigen Lagerhauses im Zoll- und Binnenhafen Mainz, XI. Deutsches Bundesschießen, Schützenbrunnen, Abtragung des Neutors
- 1896, Frauen-Arbeitsschule, Feldbergschule am Feldbergplatz, Abtragung des Gautors, Ansiedlung der Fleischerei-Berufsgenossenschaft
- 1897, Arbeitsamt
- 1898, Waschbrücke, Schlacht- und Viehhof
- 1899, Mainzer Carneval Club, Gas- und Elektrizitätswerk, Beseitigung der Schlosskaserne und des Mehlmagazins an der Flachsmarktstraße, Planung eines neuen Stadtzentrums zwischen Altstadt und Neustadt im Rahmen eines städtebaulichen Wettbewerbs mit den Plätzen Deutschhausplatz, Ernst-Ludwig-Platz und Schlossplatz
- 1900, 500. Geburtstag von Johannes Gutenberg
  - Reichsparteitag der Sozialdemokratischen Partei
- 1901, Gutenberg-Museum, Neues Proviantamt
- 1903, Krematorium, Christuskirche
- 1904, 2. Stadterweiterung, Siedlung Baentschstraße, Elektrische Straßenbahn, Kaiserbrücke
  - Auflassung der Festung Mainz am 18. März 1904
- 1905, Gründung des Fußballsportvereins 1. FSV Mainz 05, Leibnizschule
- Erstes Deutsches Gewerbegericht